# گرفنکوپ
گرفنکوپ (به آلمانی: Grevenkop) یک شهر در آلمان است که در اشتاینبورگ واقع شده‌است.
 گرفنکوپ  ۳۳۱ نفر جمعیت دارد.